# Jagiellonia Białystok w sezonie 1985/1986

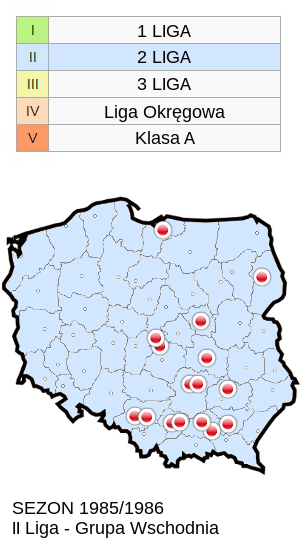
BOZPN - Zespoły występujące w II lidze (grupa wschodnia) w sezonie 1985/86

Jagiellonia Białystok przystąpiła do rozgrywek II ligi w grupie II (wschodniej).

Sztab drużyny: trener - Ryszard Karalus, asystent - Leonard Aleksandrow, Kierownik sekcji - Władysław Radel, kierownik drużyny - Jakub Radkiewicz.

## II poziom rozgrywkowy
Sezon rozpoczął się umiarkowanie, drużyna po rundzie jesiennej zajmowała 9 miejsce. W trakcie przerwy zimowej władze klubu zatrudniły Janusza Wójcika byłego trenera Hutnika Kraków. Nowy szkoleniowiec okazał się strzałem w dziesiątkę, drużyna pod jego wodzą w rundzie wiosennej nie miała sobie równych (tylko jedna porażka). Szarża w górę tabeli zakończyła się na najwyższym w historii startów w  II lidze - 3 miejscu. 
W rozgrywkach Pucharu Polski Jagiellonia uległa w II rundzie (na wyjeździe) Olimpii Elbląg 3:0 i odpadła z dalszej rywalizacji.

## Końcowa tabela II ligi (grupa wschodnia)
| Lp. | Drużyna               | M  | Z  | R  | P  | Bramki | Bramki | Różn. | Pkt. | Uwagi              |
| --- | --------------------- | -- | -- | -- | -- | ------ | ------ | ----- | ---- | ------------------ |
| 1   | Polonia Bytom         | 30 | 17 | 7  | 6  | 46     | 26     | +20   | 41   | Awans do I ligi    |
| 2   | Wisła Kraków (s)      | 30 | 17 | 5  | 8  | 36     | 25     | +11   | 39   |                    |
| 3   | Jagiellonia Białystok | 30 | 12 | 11 | 7  | 36     | 24     | +12   | 35   |                    |
| 4   | Hutnik Kraków         | 30 | 13 | 8  | 9  | 35     | 22     | +13   | 34   |                    |
| 5   | Górnik Knurów         | 30 | 13 | 7  | 10 | 36     | 24     | +12   | 33   |                    |
| 6   | Resovia Rzeszów       | 30 | 12 | 9  | 9  | 30     | 28     | +2    | 33   |                    |
| 7   | Igloopol Dębica       | 30 | 10 | 12 | 8  | 24     | 22     | +2    | 32   |                    |
| 8   | Włókniarz Pabianice   | 30 | 11 | 9  | 10 | 32     | 28     | +4    | 31   |                    |
| 9   | Stal Stalowa Wola     | 30 | 11 | 6  | 13 | 23     | 25     | -2    | 28   |                    |
| 10  | Korona Kielce         | 30 | 10 | 8  | 12 | 21     | 24     | -3    | 28   |                    |
| 11  | Broń Radom (b)        | 30 | 12 | 4  | 14 | 32     | 36     | -4    | 28   |                    |
| 12  | Olimpia Elbląg (b)    | 30 | 9  | 10 | 11 | 30     | 37     | -7    | 28   |                    |
| 13  | Start Łódź            | 30 | 8  | 11 | 11 | 32     | 43     | -9    | 27   | Spadek do III ligi |
| 14  | Ursus Warszawa (b)    | 30 | 7  | 8  | 15 | 25     | 36     | -11   | 22   | Spadek do III ligi |
| 15  | Unia Tarnów (b)       | 30 | 5  | 12 | 13 | 28     | 44     | -16   | 22   | Spadek do III ligi |
| 16  | Błękitni Kielce       | 30 | 5  | 9  | 16 | 23     | 37     | -14   | 19   | Spadek do III ligi |

## Skład, statystyka, transfery
| Nr | Zawodnik                 | Poz. | Data ur.   | Wz.  | Mecze | Br. | Transfer z/do                    | Ostatni klub             |
| -- | ------------------------ | ---- | ---------- | ---- | ----- | --- | -------------------------------- | ------------------------ |
|    | Mirosław Sowiński        | BR   | 15.01.1956 | 1,88 | 30    | 0   |                                  | Szombierki Bytom         |
|    | Lucjan Trudnos           | BR   | 26.04.1961 | 1,93 | 0     | 0   |                                  | Włókniarz Białystok      |
|    | Mariusz Lisowski w       | OB   | 3.02.1964  | 1,90 | 20    | 0   | 85(j) z Legia Warszawa           | Legia Warszawa           |
|    | Jarosław Bartnowski w    | OB   | 26.11.1963 | 1,77 | 28    | 0   |                                  | AZS-AWF Warszawa         |
|    | Andrzej Kulesza          | OB   | 30.06.1956 | 1,88 | 29    | 3   |                                  | Stoczniowiec Gdańsk      |
|    | Antoni Cylwik            | OB   | 16.06.1959 | 1,70 | 23    | 0   |                                  | Polonia Bydgoszcz        |
|    | Robert Fiedorczuk        | OB   | 23.06.1964 | 1,84 | 14    | 0   |                                  | Gwardia Białystok        |
|    | Jarosław Gierejkiewicz w | OB   | 3.09.1965  | 1,82 | 15    | 1   |                                  | wychowanek               |
|    | Ireneusz Piesecki w      | NA   | 4.09.1962  | 1,72 | 2     | 0   |                                  | wychowanek               |
|    | Wiesław Romaniuk         | PO   | 10.01.1963 | 1,75 | 8     | 0   |                                  | Włókniarz Białystok      |
|    | Dariusz Czykier          | PO   | 21.02.1966 | 1,81 | 27    | 6   |                                  | Jagiellonia II Białystok |
|    | Mariusz Szulżycki        | NA   | 1.03.1964  | 1,76 | 13    | 1   |                                  | Wisła Kraków             |
|    | Henryk Mojsa             | PO   | 11.07.1957 | 1,76 | 23    | 2   |                                  | Arka Gdynia              |
|    | Janusz Szugzda w         | PO   | 14.10.1962 | 1,80 | 24    | 1   |                                  | Gwardia Warszawa         |
|    | Dariusz Bayer w          | PO   | 17.09.1964 | 1,70 | 16    | 2   |                                  | ŁKS Łódź                 |
|    | Roman Miszewski          | PO   | 3.03.1961  | 1,75 | 19    | 2   | 85(j) z Bałtyk Gdynia            | Bałtyk Gdynia            |
|    | Mirosław Tiszkow w       | NA   | 29.04.1959 | 1,70 | 15    | 2   |                                  | Śniardwy Orzysz          |
|    | Jarosław Michalewicz w   | NA   | 29.04.1965 | 1,73 | 28    | 4   |                                  | wychowanek               |
|    | Andrzej Ambrożej         | NA   | 20.09.1965 | 1,76 | 18    | 1   |                                  | Jagiellonia II Białystok |
|    | Ryszard Jasiukiewicz     | NA   | 20.12.1959 | 1,77 | 16    | 3   |                                  | Hutnik Warszawa          |
|    | Jacek Bayer w            | NA   | 29.12.1964 | 1,87 | 14    | 8   | 86(w) z (wyp.) Gwardia Białystok | Gwardia Białystok        |
|    | bramka samobójcza        |      |            |      |       | -   |                                  |                          |
|    | Stefan Brewczyk          | PO   | 1.07.1957  | -    | 0     | 0   | 85(j) koniec kariery             | Gwardia Białystok        |
|    | Marek Bitel              | PO   | 13.12.1956 | 1,71 | 0     | 0   | 85(j) koniec kariery             | Śniardwy Orzysz          |
|    | Jarosław Nowicki         | NA   | 11.01.1961 | 1,81 | 0     | 0   | 85(j) do Lechia Gdańsk           | ŁKS Łódź                 |
|    | Adam Jarmołajew          | NA   | 17.06.1964 | 1,78 | 0     | 0   | 85(w) do Śniardwy Orzysz         | Włókniarz Białystok      |
|    | Adam Krystek w           | NA   | 11.09.1965 | 1,73 | 0     | 0   | 85(w) do Gwardii Białystok       | wychowanek               |
|    | Tomasz Jakiel w          | NA   | 20.07.1965 | 1,71 | 0     | 0   | 85(w) do Gwardii Białystok       | wychowanek               |

## Mecze
| Mecze i wyniki | Mecze i wyniki         | Mecze i wyniki    | Mecze i wyniki | Mecze i wyniki | Mecze i wyniki      | Mecze i wyniki | Mecze i wyniki                                 | Poz w lidze. | Poz w lidze. | Poz w lidze. |
| Lp. | Data                   | Rozgrywki         | F.             | D/W            | Przeciwnik          | Wynik          | Strzelcy bramek                                | M.           | P.           | Br.          |
| --- | ---------------------- | ----------------- | -------------- | -------------- | ------------------- | -------------- | ---------------------------------------------- | ------------ | ------------ | ------------ |
| 1 917 | 4.08.1985 Warszawa     | II liga – 1 kol.  | 1500           | W              | Ursus Warszawa      | 0:2            | Miszewski 18' 28'                              | 1            | 2            | 2:0          |
| 2 12 | 7.08.1984 Elbląg       | PP - II run.      | 2000           | N              | Olimpia Elbląg      | 3:0            |                                                | odpadnięcie  | odpadnięcie  | odpadnięcie  |
| 3 918 | 11.08.1985 Białystok   | II liga – 2 kol.  | 11000          | D              | Włókniarz Pabianice | 1:0            | Jasiukiewicz 40'                               | 2            | 4            | 3:0          |
| 4 919 | 18.08.1985 Kielce      | II liga – 3 kol.  | 1500           | W              | Korona Kielce       | 1:0            |                                                | 4            | 4            | 3:1          |
| 5 920 | 25.08.1985 Dębica      | II liga – 4 kol.  | b.d.           | W              | Igloopol Dębica     | 1:1            | Czykier 70'                                    | 5            | 5            | 4:2          |
| 6 921 | 1.09.1985 Białystok    | II liga – 5 kol.  | 15000          | D              | Resovia             | 1:0            | Gierejkiewicz 21'                              | 4            | 7            | 5:2          |
| 7 922 | 8.09.1985 Stalowa Wola | II liga – 6 kol.  | 1500           | W              | Stal Stalowa Wola   | 2:0            |                                                | 5            | 7            | 5:4          |
| 8 923 | 15.09.1985 Białystok   | II liga – 7 kol.  | 15000          | D              | Wisła Kraków        | 0:1            |                                                | 8            | 7            | 5:5          |
| 9 924 | 22.09.1985 Łódź        | II liga – 8 kol.  | 2500           | W              | Start Łódź          | 2:1            | Michalewicz 17'                                | 9            | 7            | 6:7          |
| 10 925 | 29.09.1985 Białystok   | II liga – 9 kol.  | 5000           | D              | Polonia Bytom       | 0:0            |                                                | 8            | 8            | 6:7          |
| 11 926 | 6.10.1985 Kielce       | II liga – 10 kol. | b.d.           | W              | Błękitni Kielce     | 1:0            |                                                | 14           | 8            | 6:8          |
| 12 927 | 12.10.1985 Białystok   | II liga – 11 kol. | 2000           | D              | Unia Tarnów         | 2:1            | Czykier 21', J.Szugzda 55'                     | 8            | 10           | 8:9          |
| 13 928 | 20.10.1985 Knurów      | II liga – 12 kol. | b.d.           | W              | Górnik Knurów       | 1:2            | Czykier 60', Michalewicz 81'                   | 7            | 12           | 10:10        |
| 14 929 | 27.10.1985 Białystok   | II liga – 13 kol. | 3000           | D              | Olimpia Elbląg      | 3:3            | Jasiukiewicz 11', D.Bayer 23', Michalewicz 86' | 7            | 13           | 13:13        |
| 15 930 | 2.11.1985 Radom        | II liga – 14 kol. | 1000           | W              | Broń Radom          | 1:0            |                                                | 8            | 13           | 13:14        |
| 16 931 | 10.11.1985 Białystok   | II liga – 15 kol. | 3000           | D              | Hutnik Kraków       | 0:0            |                                                | 9            | 14           | 13:14        |
| 17 932 | 16.03.1986 Białystok   | II liga – 16 kol. | 6000           | D              | Ursus Warszawa      | 2:1            | J.Bayer 54', Mojsa 77'                         | 7            | 16           | 15:15        |
| 18 933 | 23.03.1986 Pabianice   | II liga – 17 kol. | 3500           | W              | Włókniarz Pabianice | 1:1            | Szulżycki 83'                                  | 8            | 17           | 16:16        |
| 19 934 | 29.03.1986 Białystok   | II liga – 18 kol. | 7000           | D              | Korona Kielce       | 10             | Czykier 57'                                    | 6            | 19           | 17:16        |
| 20 935 | 6.04.1986 Białystok    | II liga – 19 kol. | 7000           | D              | Igloopol Dębica     | 0:0            |                                                | 6            | 20           | 17:16        |
| 21 936 | 12.04.1986 Rzeszów     | II liga – 20 kol. | 1000           | W              | Resovia             | 1:0            |                                                | 8            | 20           | 18:17        |
| 22 937 | 19.04.1986 Białystok   | II liga – 21 kol. | 4000           | D              | Stal Stalowa Wola   | 2:0            | J.Bayer 21', Czykier 65'                       | 6            | 22           | 20:17        |
| 23 938 | 26.04.1986 Kraków      | II liga – 22 kol. | 2000           | W              | Wisła Kraków        | 1:3            | Michalewicz 17', J.Bayer 20' 39'               | 4            | 24           | 23:18        |
| 24 939 | 4.05.1986 Białystok    | II liga – 23 kol. | 10000          | D              | Start (Bałuty)      | 3:2            | J.Bayer 10' 54', Czykier 44'                   | 4            | 26           | 26:20        |
| 25 940 | 10.05.1986 Bytom       | II liga – 24 kol. | 5000           | W              | Polonia Bytom       | 0:0            |                                                | 4            | 27           | 25:20        |
| 26 941 | 18.05.1986 Białystok   | II liga – 25 kol. | 8000           | D              | Błękitni Kielce     | 0:0            |                                                | 4            | 28           | 25:20        |
| 27 942 | 24.05.1986 Tarnów      | II liga – 26 kol. | 2000           | W              | Unia Tarnów         | 2:2            | Mojsa 18', Kulesza 19'                         | 4            | 29           | 27:22        |
| 28 943 | 31.05.1986 Białystok   | II liga – 27 kol. | 3000           | D              | Górnik Knurów       | 3:0            | Tiszkow 60' 76', Ambrożej 68'                  | 4            | 31           | 30:22        |
| 29 944 | 8.06.1986 Elbląg       | II liga – 28 kol. | 2000           | W              | Olimpia Elbląg      | 1:1            | D.Bayer 60'                                    | 4            | 32           | 31:23        |
| 30 945 | 14.06.1986 Białystok   | II liga – 29 kol. | 4000           | D              | Broń Radom          | 4:0            | J.Bayer 19', Kulesza 24', Jasiukiewicz 88'     | 3            | 34           | 35:23        |
| 31 946 | 21.06.1986 Kraków      | II liga – 30 kol. | 300            | W              | Hutnik Kraków       | 1:1            | Kulesza 84'                                    | 3            | 35           | 36:24        |
| - rozgrywki ligowe, - rozgrywki pucharu polski, - rozgrywki pucharu ligi, - rozgrywki ligi europejskiej, - mecze barażowe lub eliminacyjne, - inne. Liczba meczów w sezonie:1 2 (wszystkie mecze na najwyższym poziomie rozgrywkowym)3 (wszystkie mecze w rozgrywkach ligowych bez baraży) , Puchar Polski: 2 (mecze Pucharu Polski na szczeblu centralnym)3 (wszystkie mecze w Pucharze Polski) |                        |                   |                |                |                     |                |                                                |              |              |              |

## Mecze towarzyskie
- 15.07-29.07 zgrupowanie w Supraślu.
- Luty 1986 zgrupowanie w Wiśle i Giżycku, w marcu w Kamieniu k.Rybnika.

| Mecze i wyniki | Mecze i wyniki       | Mecze i wyniki | Mecze i wyniki | Mecze i wyniki | Mecze i wyniki             | Mecze i wyniki | Mecze i wyniki                            |
| L.p.           | Data, Kraj, Miasto   | Mecze          | Frekw.         | D/W            | Przeciwnik                 | Wynik          | Strzelcy bramek                           |
| -------------- | -------------------- | -------------- | -------------- | -------------- | -------------------------- | -------------- | ----------------------------------------- |
| 1              | ?.07.1985 Białystok  | tow.           | -              | D              | Siarka Tarnobrzeg (3 poz.) | 5:0            | b.d.                                      |
| 2              | 24.07.1985 Białystok | tow.           | -              | D              | Radomiak Radom (2 poz.)    | 1:1            |                                           |
| 3              | 25.07.1985 Wasilków  | tow.           | -              | N              | Mazur Ełk (3 poz.)         | 4:1            | Amrożej, Czykier, Jasiukiewicz, Miszewski |
| 4              | 28.07.1985 Białystok | tow.           | 1000           | D              | Mazur Ełk (3 poz.)         | 2:0            | Piesecki 75' Romaniuk 79'                 |
| 5              | 23.02.1986 Białystok | sparing        | -              | D              | Gwardia Białystok (3 poz.) | 0:2            | Michalewicz 46' Mojsa 55'                 |